# Urotrygon munda
Urotrygon munda  (лат.)  — малоизученный вид рода Urotrygon семейства Urotrygonidae отряда хвостоколообразных. Обитает в центрально-восточной и юго-восточной части Тихого океана от юга Нижней Калифорнии до севера Перу. Встречается на глубине до 51 м. Грудные плавники этих скатов образуют округлый диск, ширина которого равна длине. Дорсальная поверхность диска окрашена в ровный коричневый цвет. Хвост оканчивается листовидным хвостовым плавником. В средней части хвостового стебля расположен ядовитый шип. Максимальная зарегистрированная длина 28,8 см. 
Размножается яйцеживорождением. Рацион состоит из небольших донных беспозвоночных и костистых рыб. Не является объектом целевого лова. В качестве прилова попадается при коммерческом промысле.

## Таксономия
Впервые вид был научно описан в 1863 году. Видовой эпитет происходит от слова др.-греч. munda — «чистый».

## Ареал
Urotrygon munda обитают в юго-восточной и центрально-восточной части Тихого океана у побережья Колумбии, Коста-Рики, Эквадора, Эль Сальвадора, Гватемалы, Мексики (Южная Нижняя Калифорния, Чьяпас, Колима, Герреро, Халиско, Мичоакан, Наярит, Оахака, Кинтана-Роо), Никарагуа, Панамы и Перу. Эти донные рыбы встречаются в прибрежных тропических водах на глубине от 5 до 50 м. 

## Описание
Широкие грудные плавники этих скатов сливаются с головой и образуют округлый диск, ширина которого примерно равна длине. Заострённое рыло образует тупой угол и выступает за края диска. Позади маленьких глаз расположены брызгальца. На вентральной стороне диска имеется 5 пар жаберных щелей. Небольшие брюшные плавники закруглены. Длина хвоста превышает длину диска. Тонкий хвост сужается и переходит в удлинённый овальный  хвостовой плавник. На дорсальной поверхности хвоста в центральной части расположен шип. Вдоль позвоночника от середины диска до шипа пролегает два ряда колючек. Диск и хвост плотно покрыты довольно крупными чешуями с основаниями в виде звезды. Максимальная зарегистрированная длина 28,8 см. Окраска ровного жёлто-коричневого или светло-коричневого цвета. Вентральная поверхность почти белая.

## Биология
Urotrygon munda охотятся в основном на мелких ракообразных, червей, костистых рыб и двустворчатых моллюсков. В поисках добычи они взбаламучивают мягкий грунт грудными плавниками. Подобно прочим хвостоколообразным они размножаются яйцеживорождением.

## Взаимодействие с человеком
Эти скаты не являются объектом целевого лов. В качестве прилова они попадаются при коммерческом промысле креветок. Данных для оценки Международным союзом охраны природы статуса сохранности вида недостаточно.